# Собор Святого Стефана (Хвар)
Собор Святого Стефана — католический собор в городе Хвар, Хорватия. Кафедральный собор
епархии Хвара, памятник архитектуры в стиле далматинского ренессанса. Освящён во имя святого Стефана, папы римского.
Собор расположен в восточной части Пьяццы, центральной исторической площади города, и органично вписан в её архитектурный ансамбль. Первая христианская церковь на этом месте была возведена в VI веке. В XIV веке она была перестроена в готическую церковь, принадлежавшую бенедиктинскому монастырю Девы Марии. Возведение современного собора шло в несколько этапов в XVI—XVII веках. Колокольня начата в 1520 году и завершена к середине XVI века. Её авторами стали хорватские мастера Марко и Никола Карлич с острова Корчула. Интерьер собора относится к XVIII веку и в нём заметны черты раннего барокко. Алтари собора (центральный и алтари капелл), а также картины выполнены венецианскими мастерами.
К собору примыкает дворец епископа. В настоящее время в нём функционирует музей, в экспозиции которого средневековая церковная утварь и предметы ювелирного искусства.